# 欧文研究報告
『欧文研究報告』 (英: Publications of the Astronomical Society of Japan, PASJ) は、天文学と天体物理学およびその関連分野の研究を取り扱う査読付きの学術雑誌である。日本天文学会が刊行しており、1949年に創刊された。日本語では『日本天文学会欧文研究報告』と表記される場合もある。

## 歴史
PASJ は1949年に日本天文学会によって創刊された。当初は1年あたり4回の発行であったが、1986年以降は年間6回の隔月発行となった。1990年からは本論文に加えて、速報性の高い内容を報告するためのレター論文の発行も開始した。2001年からは印刷版に加えてオンライン版の公開も開始している。
創刊から2013年までは日本天文学会が出版を行っていたが、2014年以降はオックスフォード大学出版局が日本天文学会から委託され出版を行っている。

## 内容
PASJ は、天文学と天体物理学、およびその関連分野のオリジナルな研究に関する査読された論文を掲載する学術雑誌である。掲載される論文の形態には、ページ数の制限がない本論文と、6ページ以内の制限があるが業界へ与えるインパクトが大きい研究内容であり、かつ速報性が高いものを掲載するレター論文がある。また、各分野における研究の概観や将来的な展望をまとめたレビュー論文が掲載されることもある。
おおむね年に2回の頻度で、特定の研究分野や観測機器での結果に焦点を当てた特集号が組まれる。日本の人工衛星や望遠鏡を用いた研究に関する特集が多い。2018年には日本のX線天文衛星ひとみの初期観測結果をまとめた特集号が刊行された。
論文の掲載料は著者が負担するが、著者に日本天文学会の会員が含まれている場合は掲載料の割引がある。

## オープンアクセス
PASJ は学術情報の公開策としてハイブリッドオープンアクセスを採っており、著者が選択すると誰もが閲覧可能なオープンアクセス論文とすることができる。またエンバーゴ制度も採用しており、出版から2年後には購読者以外でも論文にアクセスが可能になる。この点、日本天文学会の会員は希望すれば冊子が郵送されるほか、無料でオンラインで論文にアクセスできる。

## 欧文研究報告論文賞
1996年に、過去5年の間に PASJ に掲載された論文の中から優れた内容のものに送られる「欧文研究報告論文賞」が設立された。日本天文学会林忠四郎賞の設立と同時であり、賞の選考委員会も共通である。

## 歴代編集長
以下は歴代の編集長を務めた人物である。
- 畑中武夫 (1949–1950)
- 大沢清輝 (1951–1952)
- 空席 (1953–1958)
- 藤田良雄 (1959–1960)
- 畑中武夫 (1961–1963、在任中逝去)
- 末元善三郎 (1964–1968)
- 海野和三郎 (1969–1976)
- 古在由秀 (1977–1982)
- 内田豊 (1983–1988)
- 小平桂一 (1989–1990)
- 尾崎洋二 (1991–1992)
- 木下宙 (1993–1994)
- 桜井隆 (1995–1996)
- 有本信雄 (1997–2000)
- 大橋隆哉 (2001–2002)
- 蜂巣泉 (2003–2006)
- 堂谷忠靖 (2007–2010)
- 茂山俊和 (2011–2014)
- 嶋作一大 (2015-2018)
- 長瀧重博 (2019-2023)
- 安東正樹 (2023[11][12]-)